# Picco Agatopoli
Il Picco Agatopoli (in bulgaro връх Ахтопол, vrah Ahtopol) è un'altura ghiacciata delle Alture di Vidin sulla Penisola Varna.
Prende il nome dalla città di Agatopoli in Bulgaria, similmente a quanto avvenuto in altri casi a seguito della spedizione Tangra 2004/05.